# فرنسيس هنري سميث
فرنسيس هنري سميث (بالإنجليزية: Francis Henry Smith)‏ هو سياسي نيوزلندي، ولد في 1868، وتوفي في 17 أغسطس 1936. انتخب عضو مجلس النواب النيوزيلندي.